# Revija amaterskog filma
Revija amaterskog filma (kratica: RAF) je revija amaterskih filmskih uradaka koja se održava u Zagrebu. 
Program je podijeljen u nekoliko žanrovskih skupina: 
- igrani film
- dokumentarni film
- eksperimentalni film
- animirani film
- glazbeni film,

a na reviji u 2006. se prvi put pojavljuju filmske kategorije RAF Kids i RAF Teens.
Postoji i kategorija RAF Specials, u kojoj se prikaziva premijerne filmove.
Ne postoje posebna vlastita prosudišta za biranje filma za sudjelovati na ovoj filmskoj reviji. Jedini uvjeti su ti da se filmovi moraju prijaviti na natječaj, trajati do 20 minuta, a vrijeme izrade je lanjska i tekuća godina.
Svi ostali filmovi ulaze u posebni program.
Dosadašnje revije:

## 5. revija amaterskog filma
5. revija amaterskog filma se održala u Zagrebu od 20. do 25. ožujka 2006. godine. 
Glavni program ove revije bio je 160 filmskih amaterskih uradaka iz Hrvatske i inozemstva, dajući tako ovoj reviji međunarodni status.
Inozemni sudionici ove revije došli su iz BiH, Danske, Meksika, SAD-a,  Slovačke, Slovenije, SiCG i Ujedinjenog Kraljevstva.
Prvi put se pojavljuju kategorije RAF Kids i RAF Teens.
Program RAF Specials sadrži tri premijere:
- "Sravnjeni sa zemljom", Bore Leeja, hrvatski kung-fu akcijski film
- "Vinopiri:blutvajnšpricer saga", slovenski dugometražni horor
- "Petrovaradinsko pleme", dokumentarni film

Revija se održavala u trešnjevačkom centru za kulturu (CZK-u), u klubovima "Gjuro II" i "Pauk" te u književnom klubu "Books", sve u Zagrebu.

## 6. revija amaterskog filma
6. revija amaterskog filma održala se u Zagrebu od 25. do 31. ožujka 2007. godine. 
Glavni program ove revije je 211 filmskih amaterskih uradaka iz Hrvatske i inozemstva, dajući tako ovoj reviji međunarodni status.
Inozemni sudionici ove revije dolaze iz Makedonije, Slovenije, Srbije, Crne Gore, Kanade, BiH, Poljske, Švedske.
Revija je bila raspoređena u programe:

(nepotpun popis)
- s RAFom na kavu
- RAF Predstavljanja
- RAF Specials
- RAF Radionica
- RAF Zabave

Program RAF Specials sadrži, među ostalim:
- "Maskirani pljačkaš", Bore Leeja, hrvatski kung-fu akcijski film (svjetska premijera)
- "Zlatne čaklje", Bore Leeja, crnogorski kung-fu akcijski film
- "The hearts of age, biseri hrvatske kinoteke", Arsona Wellesa
- projekcije posvećene Trash film festivalu u Varaždinu

Revija se održala u kinu "Central", Velikoj dvorani istog kina, u "Jabuci" te u "Pauku" .  

## Vanjske poveznice
- Službene stranice  Arhivirana inačica izvorne stranice od 6. travnja 2007. (Wayback Machine)